# Кубок Стэнли
Ку́бок Стэ́нли (англ. Stanley Cup) — хоккейный приз, ежегодно вручаемый победителю плей-офф НХЛ. Изначально кубок носил название «Хоккейный Кубок вызова» (Dominion Hockey Challenge Cup). Кубок представляет собой серебряную вазу высотой почти 90 см с массивным цилиндрическим основанием.

## История
Изначально кубок представлял собой декоративную чашу, приобретённую за 10 гиней ($48,67) генерал-губернатором Канады Фредериком Артуром Стэнли в 1892 году в Лондоне. Первоначально приз вручался лучшей любительской команде Канады.
Лорд Стэнли ввел несколько правил вручения Кубка. Первоначально их было пять:
1. Команда-чемпион обязана вернуть Кубок распорядителям в хорошем состоянии для передачи другой команде.
2. Команда-чемпион имеет право за свой счёт добавить на серебряный круг Кубка название клуба и год в память о своей победе.
3. Кубок является переходящим и не становится собственностью команды-чемпиона.
4. Распорядители Кубка имеют право последнего слова в любом споре, связанном с вручением Кубка.
5. Вместо распорядителя, вышедшего из состава участников, назначается новый.

Впоследствии добавилось ещё несколько:
- Кубок автоматически вручается победителю лиги, в которой выступал предыдущий обладатель.
- Претенденты на обладание Кубком должны быть из старших хоккейных ассоциаций и должны выиграть чемпионат своей лиги.
- Матчей за обладание Кубком Стэнли может быть от одного до трёх по взаимной договоренности претендентов. Все матчи должны проходить на домашних аренах претендентов, хотя дату и время матчей назначают распорядители Кубка.
- Выручка от продажи билетов на матчи распределяется поровну между командами-претендентами.
- Если команды-претенденты не могут договориться о судье, его назначают распорядители. Расходы на судью делятся поровну между командами-претендентами.
- Лига не может претендовать на Кубок дважды за сезон.

### Ранние годы
Впервые Кубок Стэнли был вручен команде «Монреаль ААА» (англ. Montreal Amateur Athletic Association) в 1893 году, чемпиону Любительской хоккейной ассоциации Канады (англ. Amateur Hockey Association of Canada), сильнейшей в то время хоккейной команде. Причём стадии плей-офф в том году не проводилось, так как монреальцы по ходу сезона уверенно обыграли всех своих соперников.
Первая игра плей-офф Кубка Стэнли состоялась в следующем сезоне 17 марта 1894 года. 22 марта «Монреаль ААА» со счётом 3:1 переиграл соперников из «Оттавы Дженералс» (англ. Ottawa Generals) и повторно стал обладателем «Серебряной чаши».
В следующем сезоне титул чемпионов Любительской хоккейной ассоциации выиграла команда «Монреаль Викторис» (англ. Montreal Victorias). Она должна была играть финальный матч со студенческой командой Королевского университета, Кингстон (Онтарио). Впрочем, «Викторис» предпочли финалу выставочную игру в Нью-Йорке, поэтому попечителями Кубка было принято решение выставить против студентов прошлогоднего обладателя Кубка Стэнли — «Монреаль ААА». Если ААА выигрывали у студентов, то в этом случае они обязывались передать Кубок своим землякам — клубу «Викторис». В итоге так и случилось — монреальцы выиграли своеобразный «полуфинал» со счётом 5:1, но на «Серебряной чаше» было выгравировано название другого клуба — «Монреаль Викторис».
С 1908 года на этот приз могли претендовать только профессионалы. С 1927 года кубок — главный приз НХЛ: до этого разыгрывался победителями нескольких профессиональных чемпионатов.

## Кубок Стэнли сегодня
Игрокам выдаётся копия, изготовленная ювелиром Карлом Петерсоном в 1964 году.
Современный Кубок Стэнли с копией оригинальной чаши на вершине, сделан из сплава серебра и никеля. Его высота 89.54 сантиметров, а вес — 15.5 килограммов.
После расширения НХЛ в 1970-х годах Кубок Стэнли разыгрывают 16 лучших команд регулярного сезона НХЛ в сериях до четырёх побед. Тем не менее в число 16 сильнейших клубов не обязательно попадают 16 лучших по очкам команд.
До 1993 года НХЛ была разбита на 4 дивизиона по 5—6 клубов в каждом. Из каждого дивизиона в плей-офф выходили по четыре клуба. Команды сначала определяли чемпиона дивизиона, потом — конференции, и только после этого разыгрывался Кубок Стэнли.
С середины 1990-х годов после расширения Лиги клубы разбиты на 6 дивизионов и две конференции, а в плей-офф выходят по восемь клубов из каждой конференции, причём победители дивизионов выходят в плей-офф при любом раскладе и «сеются» в тройке лучших независимо от набранных очков.
С сезона 2012/2013 лига вновь сократила количество дивизионов до четырёх, два дивизиона в Западной конференции (8 команд в тихоокеанском дивизионе, 8 — в центральном), и два в Восточной по 8 команд в каждом. В плей-офф выходят по три лучшие команды из каждого дивизиона плюс ещё две из каждой конференции добираются по очкам.

## Гравировки на кубке
На Кубке гравируются имена его обладателей. В 1991 году, когда на обручах Кубка не осталось места для имён, их сняли и поместили в Зал Славы, заменив на чистые. Все старые ленты находятся в Зале, кроме одной: в нём отсутствует лента с именами игроков Бостона сезона 1928/1929.

## Инциденты с кубком
- В 1919 году кубок остался без владельца из-за пандемии испанского гриппа[3].
- В 1920 году празднование победы закончилось потасовкой между игроками «Оттава Сенаторз», и Кубок Стэнли всю ночь пролежал в сливной канаве.
- В 1962 году обезумевший фанат «Монреаля», разбив стекло витрины на стадионе в Чикаго, пытался украсть Кубок, но был пойман службой безопасности. На вопрос, зачем он это сделал, фанат ответил, что «просто хотел вернуть Кубок назад в Монреаль, которому тот принадлежит».
- В 1970 году из Зала хоккейной славы исчезло одно из колец подставки. Его обнаружили позже во дворе ближайшей химчистки.
- В 1973 году тренер завоевавших Кубок Стэнли «Монреаль Канадиенс» Скотти Боумен назвал в честь Кубка своего сына Стэнли.
- В 1980 году Брайан Троттье привёл «Островитян» к первому из четырёх Кубков Стэнли. Взяв трофей домой, он устроился с ним в постели. Позже он рассказал прессе: «Я просто хотел проснуться и увидеть его рядом».
- В 1982 году Кларк Гиллис наполнил Кубок собачьей едой, чтобы его собака смогла поучаствовать в праздновании третьего подряд чемпионства «Нью-Йорк Айлендерс».
- В 1984 году владелец Эдмонтон Ойлерз Питер Поклингтон включил в список победителей своего отца Бэзила Поклингтона, который никакого отношения к команде не имел, и его имя выгравировали на кубке. Лига не согласилась с этим пожеланием, с тех пор на кубке появились 16 букв «X», вместо «Бэзил Поклингтон».
- В 1986 году кубок утонул в пруду у Патрика Руа, откуда его достал кто-то из фанатов.
- В 1987 году игроки «Эдмонтон Ойлерз» взяли Кубок Стэнли с собой в стриптиз-бар.
- В 1991 году Марио Лемьё утопил Кубок в бассейне своего дома.
- В 1996 году Сильвен Лефевр крестил в чаше кубка свою дочь.
- В 1999 году финн Йере Лехтинен парился с ним в сауне.
- В 2000 году вратарь «Нью-Джерси Девилз» Мартин Бродёр взял кубок в кинотеатр, где наполнял его попкорном.
- В 2005 году кубок не был разыгран в связи с локаутом и полной отменой сезона 2004/2005.
- В 2015 году нападающий «Чикаго Блэкхокс» Антуан Верметт уложил спать в Кубок свою новорождённую дочь и распространил фото в Интернете.
- В 2018 году российские игроки «Вашингтон Кэпиталз» Александр Овечкин, Евгений Кузнецов и Дмитрий Орлов на вечеринке в Москве в честь завоевания Кубка Стэнли наполнили трофей чёрной икрой.[4]